# De MNM Kwis
De MNM Kwis was een quiz die van maandag tot vrijdag dagelijks tussen 12 en 13 uur werd uitgezonden op radiozender MNM. Het liep van januari 2010 tot en met juni 2010.
Verloop: elke kandidaat krijgt 5 vragen voorgeschoteld. Heeft hij of zij minstens 3 vragen juist dan heeft de persoon € 50. De kandidaat kan dan kiezen of hij het bedrag houdt of dat hij verder speelt voor € 100. Zo kan het bedrag oplopen tot duizenden euro's. De deelnemer kan ook een verdubbelaar inzetten. Als hij bijvoorbeeld 500 euro heeft, kan het bedrag verdubbelen tot 1000 euro. Elke Vanelderen praatte de plaatjes aan elkaar en stelt de vragen.